# Анцанс, Ромуалдс
Ро́муалдс А́нцанс (латыш. Romualds Ancāns; 1 апреля 1944 — 15 сентября 2011) — советский и латвийский актёр театра и кино.

## Биография
Ромуалдс Анцанс родился 1 апреля 1944 года на хуторе Стари Ливанской волости дистрикта Дюнабург (ныне Ливанский край Латвии) в крестьянской семье.
Окончил Ванагскую начальную школу, Рижскую вечернюю среднюю школу № 14 (1969), театральный факультет Латвийской государственной консерватории (1974). До 1971 года учился на вокальном отделении. С 1973 года был актёром Художественного театра им. Я. Райниса (Театра Дайлес).
В кино дебютировал в 1975 году в фильме режиссёра Сергея Тарасова «Стрелы Робин Гуда», где сыграл роль Вилли Статли. Снимался на многих студиях, хотя пик активности актёра по объективным причинам пришёлся на восьмидесятые годы. Запомнился советским зрителям по роли короля Ричарда Львиное Сердце в фильме «Баллада о доблестном рыцаре Айвенго» (1982).  
В 1990-е годы принимал незначительное участие в постановках, не имел больших ролей и вскоре оставил театр. Был приглашённым актёром независимого рижского театра «Скатуве».
Последней работой Анцанса в кино стал фильм латвийского режиссёра Яниса Стрейча «Наследство Рудольфа» (2010).
Скончался 15 сентября 2011 года от гепатита. Похоронен на Рожкалнском волостном кладбище в Аугсмукти.

## Творчество

### Роли в театре

#### Художественный театр им. Я. Райниса (Театр Дайлес)
- 1973 — «Краткое наставление в любви» Рудольфа Блауманиса — Калейс
- 1974 — «Последний барьер» инсценировка рассказа Андрея Дрипе — Киршкалнс
- 1976 — «Протокол одного заседания» Александра Гельмана — Соломахин
- 1977 — «Близнецы Чёртова кряжа» по роману Эгона Ливса — Каспар
- 1979 — «Миндовг» Я. Марцинкевича — Дауспрунг
- 1980 — «Ясеневая аллея» Б. Саулиша — Карлис
- 1981 — «Хлеб Нискавуори» Хеллы Вуолийоки — Арне
- 1981 — «Сладкое бремя» Паула Путниньша — Леонардс
- 1981 — «Иосиф и его братья» Райниса — Иуда
- 1983 — «Блудный сын» Рудольфа Блауманиса — Роплайнис
- 1984 — «И дольше века длится день» Чингиза Айтматова — Сабитжан
- 1987 — «Индулис и Ария» Райниса — Минтаутс
- 1993 — «Любовь под вязами» Юджина О’Нила — Эфраим
- 1993 — «Сага о Йёсте Берлинге» Сельмы Лагерлёф — Беренкрейц
- 1997 — «Фредди» Робера Тома — Мэтр Буис

### Фильмография
1. 1974 — Первое лето — вор (в титрах не указан)
2. 1975 — Стрелы Робин Гуда — Вилли
3. 1976 — Под опрокинутым месяцем — штурман
4. 1976 — Смерть под парусом — репортёр
5. 1977 — Мальчуган — отец
6. 1977 — И капли росы на рассвете — Донат
7. 1978 — Театр — актёр театра
8. 1978 — Твой сын — гость
9. 1979 — Незаконченный ужин — комиссар полиции Мартин Бек
10. 1979 — Виновный
11. 1979 — Ждите «Джона Графтона» — Максим Максимович Литвинов
12. 1980 — Не будь этой девчонки… — отец Юриса
13. 1980 — Братья Рико — Чезаре Рико, отец братьев
14. 1981 — Рождённые бурей — граф Эдвард
15. 1981 — Лимузин цвета белой ночи — Язеп Гилуч
16. 1981 — На грани веков — эпизод
17. 1982 — Случай в квадрате 36-80 — Сафорд
18. 1982 — Предисловие к битве — Рубанов
19. 1982 — Баллада о доблестном рыцаре Айвенго — король Ричард Львиное Сердце
20. 1983 — Мираж — полицейский
21. 1984 — Дверь, открытая для тебя
22. 1985 — Документ «P» — Кристофер Коллинз
23. 1985 — Битва за Москву —  майор Пётр Гаврилов
24. 1986 — Крик дельфина — Эппель
25. 1986 — Карусель на базарной площади — врач
26. 1987 — Перед большой дорогой на войну
27. 1987 — Отряд специального назначения — штурмбаннфюрер СС Ульрих фон Ортель
28. 1987 — Три лимона для любимой
29. 1988 — Мель — Лапиньш
30. 1988 — Дорога в ад — полковник Гончаров (озвучил Павел Морозенко)
31. 1989 — Идеальное преступление — богатый промышленник Ланс Гереро (озвучил Вадим Спиридонов)
32. 1989 — Песнь, наводящая ужас
33. 1989 — Груз-300 — Купер, американский военный инструктор
34. 1990 — Семья Зитаров — Жанис
35. 1991 — Дитя человеческое — Исидор
36. 1991 — Оружие Зевса — сенатор Фрэнк Уилли
37. 1992 — Уик-энд с убийцей — Джек Николсон
38. 1992 — Паук
39. 1992 — Дуплет — механик
40. 1992 — Выстрел в гробу (Украина) — генерал Ликёров
41. 1993 — Трагедия века —  майор Пётр Гаврилов
42. 1997 — Жернова судьбы — Винсент
43. 2000 — Мистерия старой управы
44. 2004 — Красная капелла — метрдотель
45. 2004 — Осенние розы — Улдис Витолс
46. 2005 — Уоллис и Эдуард (Великобритания) — секретарь
47. 2005 — Архангел (Великобритания) — Арсеньев, генерал КГБ
48. 2007 — Стражи Риги — генерал Гольц
49. 2009 — Храброе сердце Ирены Сендлер — немецкий генерал
50. 2010 — Наследство Рудольфа — Рудольф Рудупс